# Mitsuru Hattori
Mitsuru Hattori (jap. はっとりみつる Hattori Mitsuru; ur. 8 października 1977 w Tobie, w Japonii) – japoński mangaka, najbardziej znany z serii Kenkō Zenrakei Suieibu Umishō, na podstawie której studio Artland stworzyło 13-odcinkowy serial anime.

## Twórczość
- Inu Neko Jump! (イヌっネコっジャンプ！) (2000–2002)
- Otogi no machi no Rena (おとぎのまちのれな) (2002–2004)
- Concerto (2005)
- Kenkō zenrakei suieibu umishō (ケンコー全裸系水泳部 ウミショー) (2006–2008)
- Love Fool (2009)
- Sankarea (さんかれあ) (2009–2014)[2]
- Kaijū-iro no shima (かいじゅう色の島) (od 2018)[3]